# Hirkî, Liubeșiv
Hirkî (în ucraineană Гірки) este localitatea de reședință a comunei Hirkî din raionul Liubeșiv, regiunea Volînia, Ucraina.

## Demografie
Componența lingvistică a localității Hirkî
     Ucraineană (98,97%)
     Alte limbi (1,03%)
Conform recensământului din 2001, majoritatea populației localității Hirkî era vorbitoare de ucraineană (98,97%), existând în minoritate și vorbitori de alte limbi.